# Dom Państwa Kosińskich w Niechorzu
Dom Państwa Kosińskich – zabytkowa zagroda zlokalizowana w Niechorzu przy ul. Ludnej róg Pomorskiej. Pochodzi z przełomu XVIII i XIX wieku.
Zagroda jest przykładem gospodarstwa agrarnego, odmiennego od charakterystycznych dla rejonu nadmorskiego gospodarstw rybackich. Budynki gospodarstwa tworzą zamknięty czworobok przykryty wspólnym czterospadowym dachem, pierwotnie krytym strzechą, a obecnie płytami z eternitu. Do wewnątrz wejść można poprzez drewniane wrota, naprzeciw których znajduje się budynek mieszkalny zajmujący całą pierzeję czworoboku. Oprócz tego na zespół składają się:
- stodoła z klepiskiem i sąsiekami,
- spichlerz,
- stajnia,
- chlew[3].

Część obiektów wykonana jest w konstrukcji ceglanej, a część w technice muru pruskiego (pierwotnie był to szachulec). Obecnie zagroda wykorzystywana jest na wystawy rzemiosła słowiańskiego.